# Chris Rea
Chris Rea, rojen kot Christopher Anton Rea, angleški glasbenik in tekstopisec, * 4. marec 1951, Middlesbrough.

## Življenjepis
Rea se je z glasbo začel resno ukvarjati pri 22 letih pod vplivom glasbenikov, kot sta Joe Walsh in Ry Cooder.
Prvi solo album z naslovom Whatever Happened to Benny Santini? je izdal junija 1978, glavni producent je bil Gus Dudgeon.

## Diskografija
- Whatever Happened to Benny Santini? (1978)
- Deltics (1979)
- Tennis (1980)
- Chris Rea (1982)
- Water Sign (1983)
- Wired to the Moon (1984)
- Shamrock Diaries (1985)
- On the Beach (1986)
- Dancing with Strangers (1987)
- The Road to Hell (1989)
- Auberge (1990)
- God's Great Banana Skin (1992)
- Espresso Logic (1993)
- La Passione (1996)
- The Blue Cafe (1998)
- The Road to Hell: Part 2 (1999)
- King of the Beach (2000)
- Dancing Down the Stony Road / Stony Road (2002)
- Blue Street (Five Guitars) (2003)
- Hofner Blue Notes (2003)
- The Blue Jukebox (2004)
- Blue Guitars (2005)
- The Return of the Fabulous Hofner Blue Notes (2008)
- Still So Far To Go: The Best of Chris Rea (2009)[3]